# Otis Birdsong
Otis Lee Birdsong (* 9. Dezember 1955 in Winter Haven, Florida) ist ein ehemaliger US-amerikanischer Basketballspieler.
Nach einer sehr erfolgreichen Collegekarriere an der University of Houston wurde Birdsong beim NBA-Draft 1977 von den Kansas City Kings an 2. Stelle gezogen. Schnell entwickelte sich der Guard zu einem hervorragenden Scorer und erzielte in der Saison 1980–81 24,9 Punkte pro Spiel. Zwischen 1979 und 1981 folgten ebenfalls drei Berufungen ins NBA All-Star Game. Ab 1981 spielte er sieben Jahre lang für die New Jersey Nets, wo er 1984 noch einmal ins All-Star Game berufen wurde, und ein Jahr für die Boston Celtics. 1989 beendete er frühzeitig seine Karriere und kehrte nach Houston zurück, wo er Spiele seiner ehemaligen Universität kommentierte. Zu seinen Ehren wurde die Trikotnummer 10 von der Universität gesperrt. Er wurde 2018 in die National Collegiate Basketball Hall of Fame als Spieler aufgenommen.
Birdsong erzielte während seiner Karriere 18,0 Punkte, 3,0 Rebounds und 3,2 Assists pro Spiel.